# Hans Henrik Friderich von Pultz
Hans Henrik Friderich von Pultz var Ritmester og oberst i Hæren, og blev 3. januar 1693 optaget i den danske adel. Hans Henrik Friderich von Pultz er dermed stamfader til den yngste af to adelige von Pultz slægtslinjer. Slægtslinjen ophørte med at være adelig med Hans Henrik Friderich von Pultzs barnebarn Major Frederik Jørgen von Pultz, da han ingen ægte børn fik. Slægten fortsatte dog under det borgerlige navn Pultz.
Den ældste af de to adelige von Pultz slægtslinjer har Oberstløjtnant Heinrich (Henrik) Christopher von Pultz som stamfader.
Hans Henrik blev født i 1655 i Saksen i Tyskland og døde d. 1. juli 1714 på Rygård (Langå sogn). Han er søn af oberst Friderich von Pultz.

## Familie

### Ægteskab
Ritmester Hans Henrik Friderich von Pultz blev i 1691 gift med Helene Marie Pedersdatter von Pultz (født Hovenbeck). Parret fik sammen 11 børn.

### Børn
- Sofia Amalia von Pultz (f. 19. jan. 1690, d. 19. jan. 1711 - 21 år)
- Friedrich von Pultz (f. 24. dec. 1694, d. 17. maj 1766 - 72 år)[1]
- Peder Hansen von Pultz, til Rygaard (f. 29. nov. 1695, d. 2. jan. 1764 - 69 år)
- Mette Sofia von Pultz (f. 22. jul. 1697, d. 21. maj 1760 - 63 år)
- Dorothea Hedevig von Pultz (f. 28. jul. 1697, d. 6. oktober 1769 - 72 år)[2][3]
- Hans von Pultz (f. jul. 1698, d. sep. 1698 - 0 år)
- Henrik Christoph von Pultz (f. 16. sep. 1699, d. 18. apr. 1759 - 60 år)
- Anna Margarita von Pultz (f. 16. jun. 1701, d. 27. okt. 1705 - 4 år)
- Agnete Margrethe von Pultz (f. 4. nov. 1702, d. 4. jul. 1726 - 24 år)
- Thomas von Pultz (f. 21. nov. 1703, d. 21. nov. 1703 - 0 år)
- Hans von Pultz (f. 14. apr. 1707, d. 5. sep. 1725 - 18 år)

## Karriere
Oberst i Hæren.

## Ejerskab og besiddelser
Hans Henrik Friderich von Pultz fik i 1694 overdraget Rygård (Langå sogn) og fire kirker på Sydfyn fra Vincens Lerche.
- 1694 - 1714 - Rygård (Langå sogn)